# Élisabeth Vigée Le Brun
Élisabeth-Louise Vigée-Le Brun (Paris, 16 de abril de 1755 – Paris, 30 de março de 1842), também conhecida como Madame Lebrun, foi uma pintora francesa, reconhecida como a pintora mais famosa do século XVIII. Seu estilo artístico é geralmente considerado como sendo posterior ao Rococó, sendo que ela geralmente adotava o estilo neoclássico. Não é possível considerá-la totalmente rococó ou totalmente neoclássica, apesar de seu estilo se alinhar com o início do neoclassicismo. Fez sua fama durante o Antigo Regime, quando foi a retratista oficial de Maria Antonieta.
Seu legado artístico conta com 660 retratos e 200 paisagens, sendo que muitos destes quadros estão hoje em museus, como o Metropolitan Museum of Art, em Nova York, e a Galeria Nacional, em Londres, além de diversas coleções particulares.

## Biografia

### Vida pessoal
Nascida em Paris em 16 de abril de 1755, era filha do pintor e retratista, Louis Vigée, de quem tomou as primeiras aulas e de uma cabeleireira, Jeanne Maissin. Quando tinha apenas 6 anos de idade, foi mandada para a casa de parentes, em Épernon, onde entrou para um convento, ficando lá por cinco anos. Seu pai morreu quando Élisabeth tinha 12 anos e em 1768, sua mãe se casou com um rico joalheiro, Jacques-François Le Sèvre. A família mudou-se pouco depois disso para a Rue Saint-Honoré, perto do Palais Royal. Algum tempo depois, Élisabeth foi amadrinhada por Louise Marie Adélaïde de Bourbon, esposa de Felipe II, Duque de Orleans, o que a beneficiou ao ter contato com artistas como Gabriel François Doyen, Jean-Baptiste Greuze e Joseph Vernet.
Já na adolescência, Élisabeth pintava retratos de maneira totalmente profissional. Depois que seu estúdio foi fechado por não ter a licença apropriada de funcionamento, ela ingressou na Académie de Saint-Luc, que a contragosto exibiu seus trabalho em uma exposição. Em 1774, ela se tornou membro da Académie. Em 11 de janeiro de 1776, casou-se com Jean-Baptiste-Pierre Le Brun, pintor e negociante de artes. Ela então passou a exibir seus trabalhos em sua casa em Paris, no Hôtel de Lubert e nos salões de expositores. Em 12 de fevereiro de 1780, deu à luz Jeanne Julie Louise, apelidada de Julie.
Em 1781, junto do marido, excursionou por Flandres e pelos Países Baixos, onde teve contato com o trabalho dos artistas flamencos, inspirando-a a adotar novas técnicas. Lá, ela pintou retratos de alguns membros da nobreza, como Guilherme I dos Países Baixos, Príncipe de Nassau. Em 1787, ela causou um pequeno escândalo na comunidade artística com um auto-retrato onde aparece com a boca aberta, quebrando uma convenção há muito aceita, que tinha raízes na Antiguidade.

### Maria Antonieta

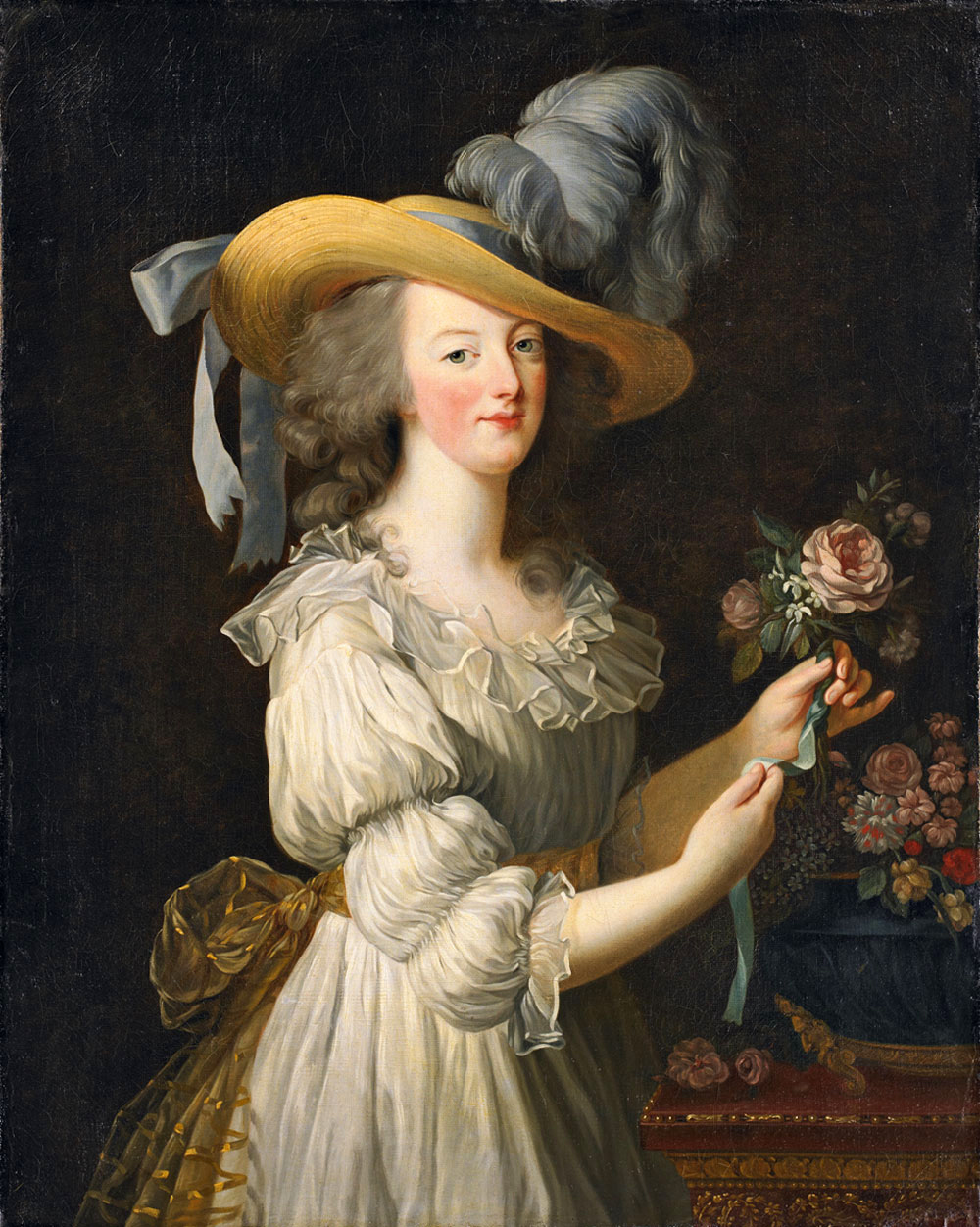
Retrato de Maria Antonieta, 1783

Quando a carreira de Élisabeth começou a deslanchar, ela foi convidada ao Palácio de Versalhes pela rainha, Maria Antonieta, para que pintasse um retrato seu. A rainha ficou tão satisfeita com o resultado que nos seis anos seguintes, Élisabeth pintaria outros trinta retratos da rainha em família, tornando-se a retratista oficial da família e da monarca. Suas obras ajudaram a melhorar a imagem de Maria Antonieta, em quadros que incluíam seus filhos, tornando-a mais simpática para o público, na esperança de combater a má propaganda e os julgamentos precipitados que se espalhavam pela cidade. A rainha era sempre retratada como uma mãe carinhosa e atenciosa, o que agradava ao povo.
Com a ajuda de Maria Antonieta, Élisabeth foi aceita na Académie Royale de Peinture et de Sculpture, em 1783. Apesar de ter o apoio da família de Bourbon, posteriormente o nome lhe causaria muitos problemas.
Apesar de membro da academia por direito e talento, seus trabalhos eram recebidos a contragosto, com uma recepção pouco calorosa e seus quadros não eram incluídos em categorias, nem mesmo artísticas. Adélaïde Labille-Guiard foi admitida no mesmo dia que Élisabeth. A principal oposição à sua membresia era que seu marido era um negociante de arte, mas os decanos acabaram obrigados a recebê-la por ordem do rei Luís XVI, devido pressão da rainha.
Em 1789, ela foi substituída como pintora da corte real por Alexander Kucharsky. Élisabeth foi a pintora favorita de Maria Antonieta durante uma década, mas ela também teve clientes aristocratas, atores, escritores e foi eleita membro de academias e associas de arte em dez cidades diferentes.

### Exílio
Por ser muito próxima da família real, Élisabeth se viu em perigo quando a Revolução Francesa eclodiu. Em 1789, depois da prisão da família real, Élisabeth fugiu do país com sua filha, Julie. De 1789 a 1792, ela morou na Itália, depois na Áustria (1792-95), em seguida na Rússia (1795-1801), onde sua experiência ao lidar com famílias reais foi bastante útil para conseguir clientela. Em Roma, seus quadros foram muito bem recebidos e ela foi eleita para a Accademia di San Luca.
Na Rússia, esteve com vários membros da nobreza e da aristocracia, onde pintou diversos retratos, incluindo do último rei da Polônia, Stanisław August Poniatowski e membros da família de Catarina, a Grande. Apesar de o estilo francês de pintura ser grandemente apreciado na Rússia, Catarina não ficou satisfeita com o retrato de suas netas, Helena e Alexandra Pavlovna. Para agradar à monarca, ela alterou a pintura, adicionando mangas aos braços e alterando os tons de luz. O novo retrato agradou Catarina, que concordou em posar para a artista, mas ela morreu devido a um AVC antes que o quadro sequer fosse começado.
Enquanto morava e trabalhava em São Petersburgo, Élisabeth foi aceita na Academia de Belas-Artes e para seu grande desagrado, viu sua filha se casar com um membro da nobreza russa.

## Últimos anos
Depois de uma campanha sustentada por seu ex-marido e outros membros da família para ter seu nome removido da lista de emigrantes contrarrevolucionários, Élisabeth pode retornar à França durante o reinado do imperador Napoleão Bonaparte, em 1804. Apesar de não ser mais rotulada de emigrante, seu relacionamento com o novo regime era pouco harmonioso, já que ela era apoiadora da nobreza e ex-retratista de Maria Antonieta.
Atendendo à demanda da elite europeia, ela visou a Inglaterra no começo do século XIX e retratou diversos membros notáveis da sociedade e da aristocracia, incluindo Lord Byron. Em 1807, ela esteve na Suíça, onde foi eleita membro honorário da Société pour l'Avancement des Beaux-Arts de Genebra. Entre 1835 e 1837, Élisabeth publicou suas memórias, fornecendo um olhar interessante sobre o treinamento oferecido a artistas durante o período dominado pelas academias reais.
Bastante ativa e pintando aos 50 anos de idade, ela comprou uma casa em Louveciennes, na Île-de-France, onde lá viveu até que a casa fosse ocupada pelo rei exército da Prússia durante as Guerras Napoleônicas, em 1814.

## Morte
Élisabeth-Louise Vigée-Le Brun morreu em 30 de março de 1842, em Paris, provavelmente causada por uma arteriosclerose. Seu corpo foi levado para Louveciennes, onde foi enterrado no cemitério local, próximo à sua velha casa. Em sua lápide está escrito: "Ici, enfin, je repose..." ("Aqui, finalmente, descanso...").

## Galeria

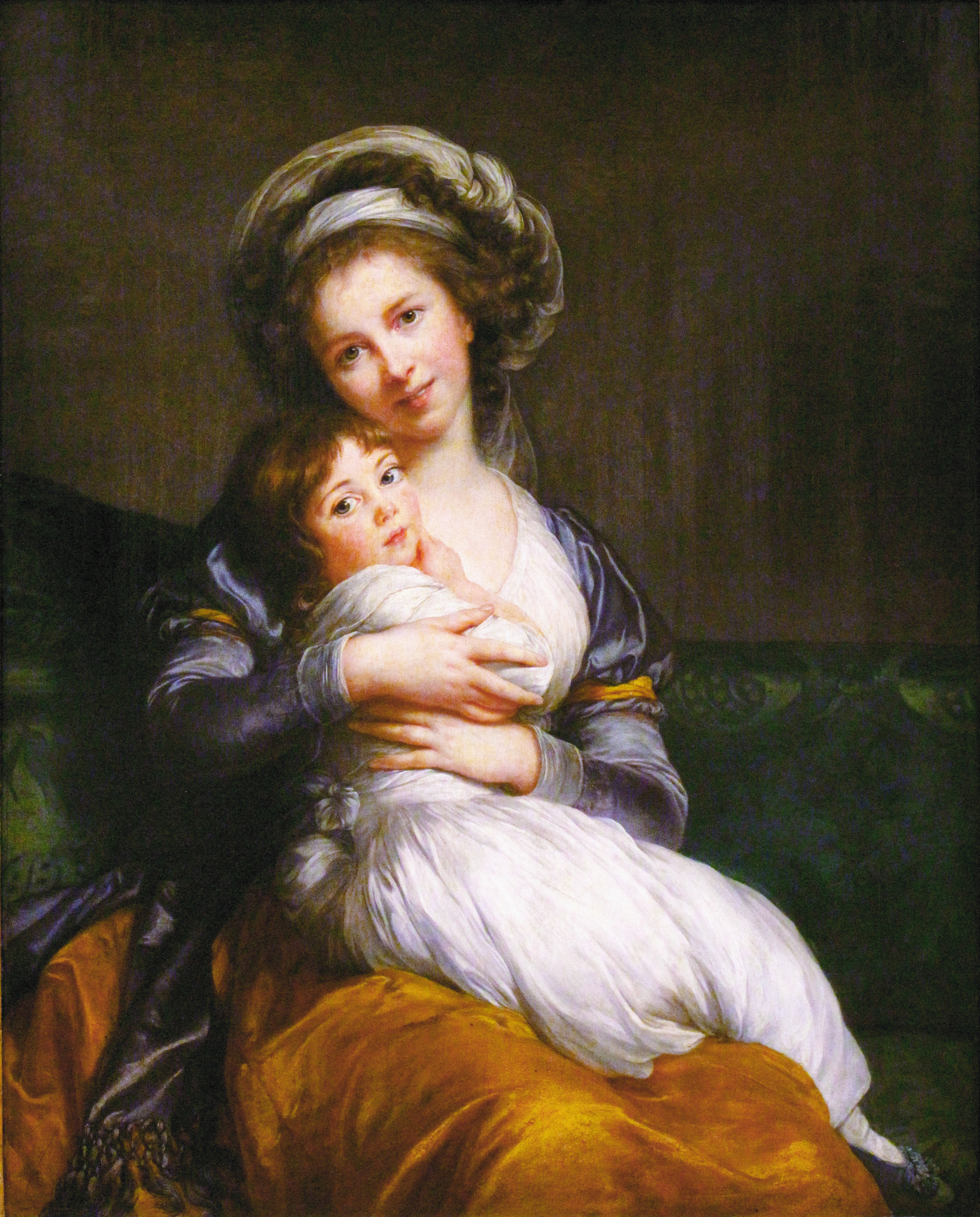
Auto-retrato com sua filha Jeanne-Lucie. Óleo sobre madeira, 1786
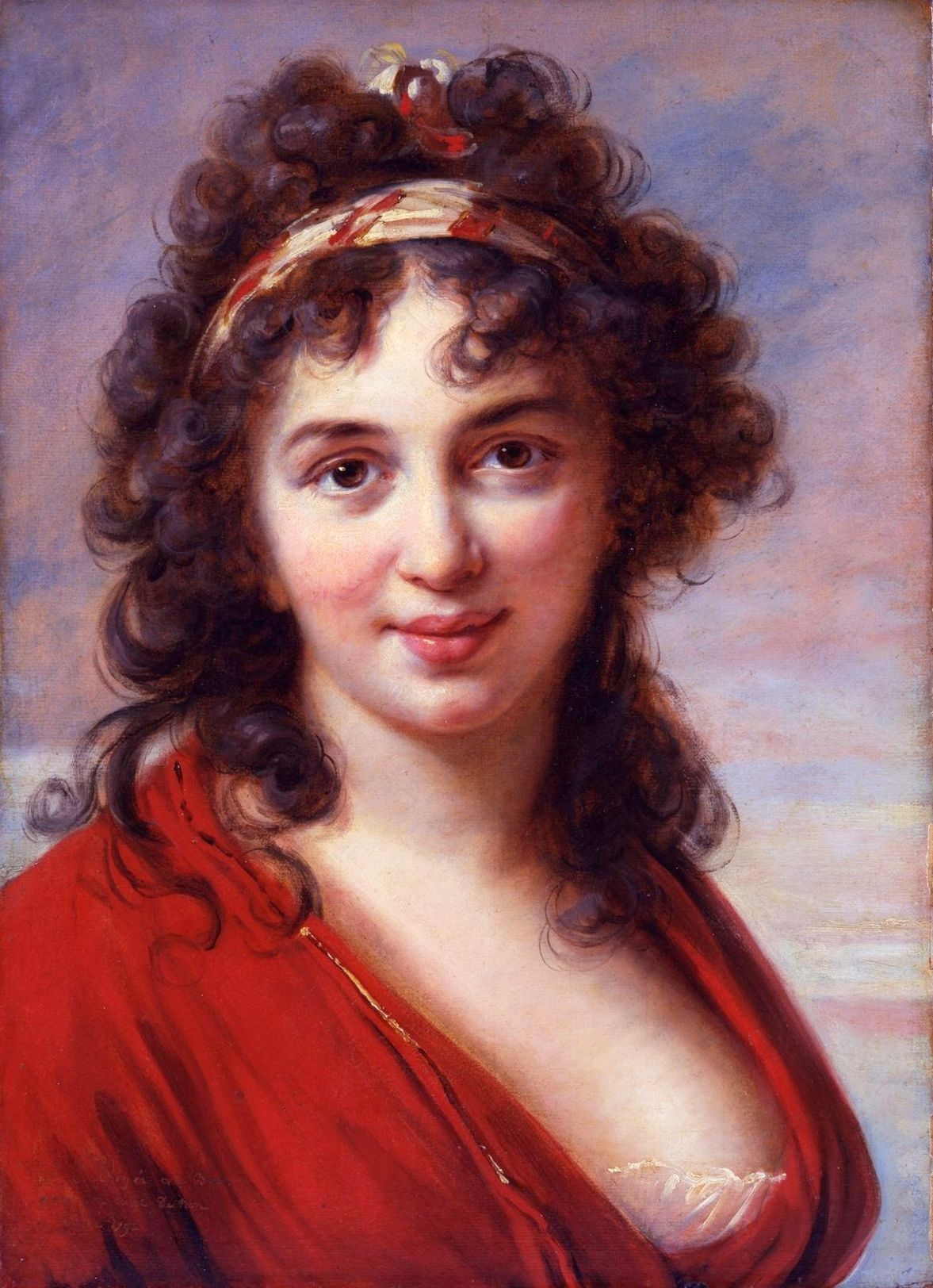
Retrato de Isabella Teotochi Albrizzi, 1792
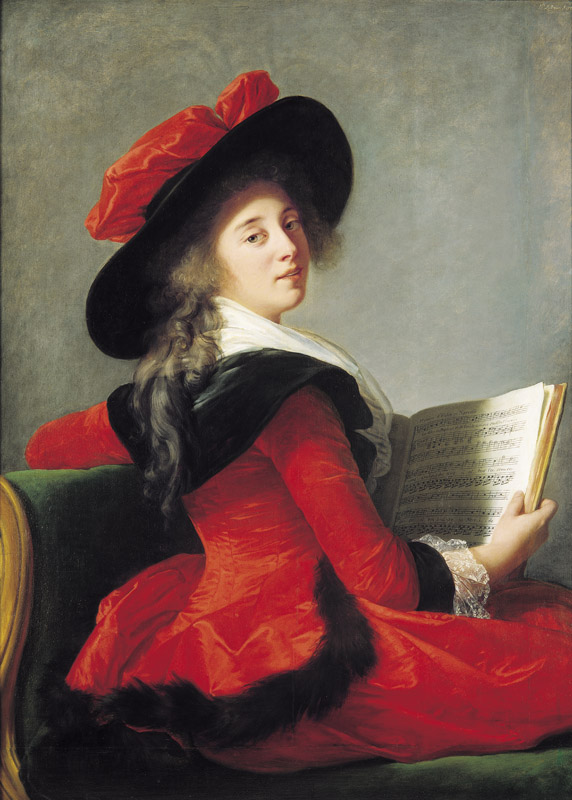
Portrait de la baronne de Crussol. Óleo sobre tela, 1785
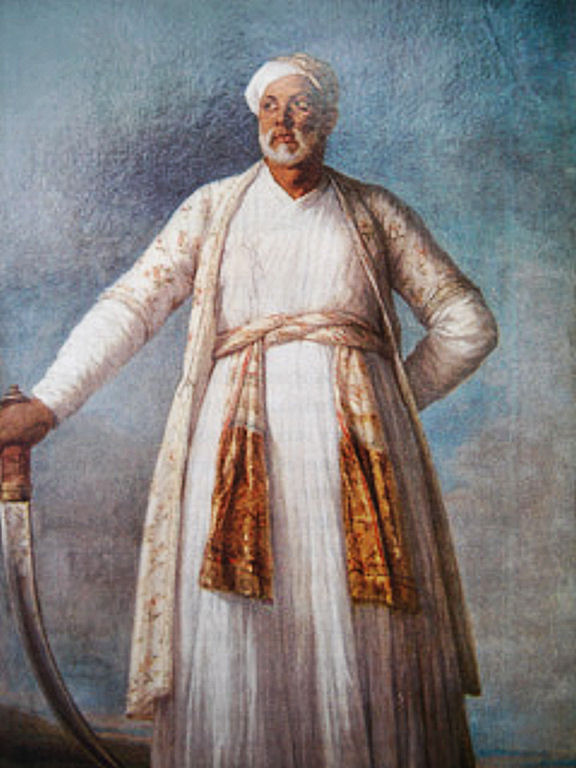
Mohammed Dervich Khan Ier. Óleo sobre madeira, 1788
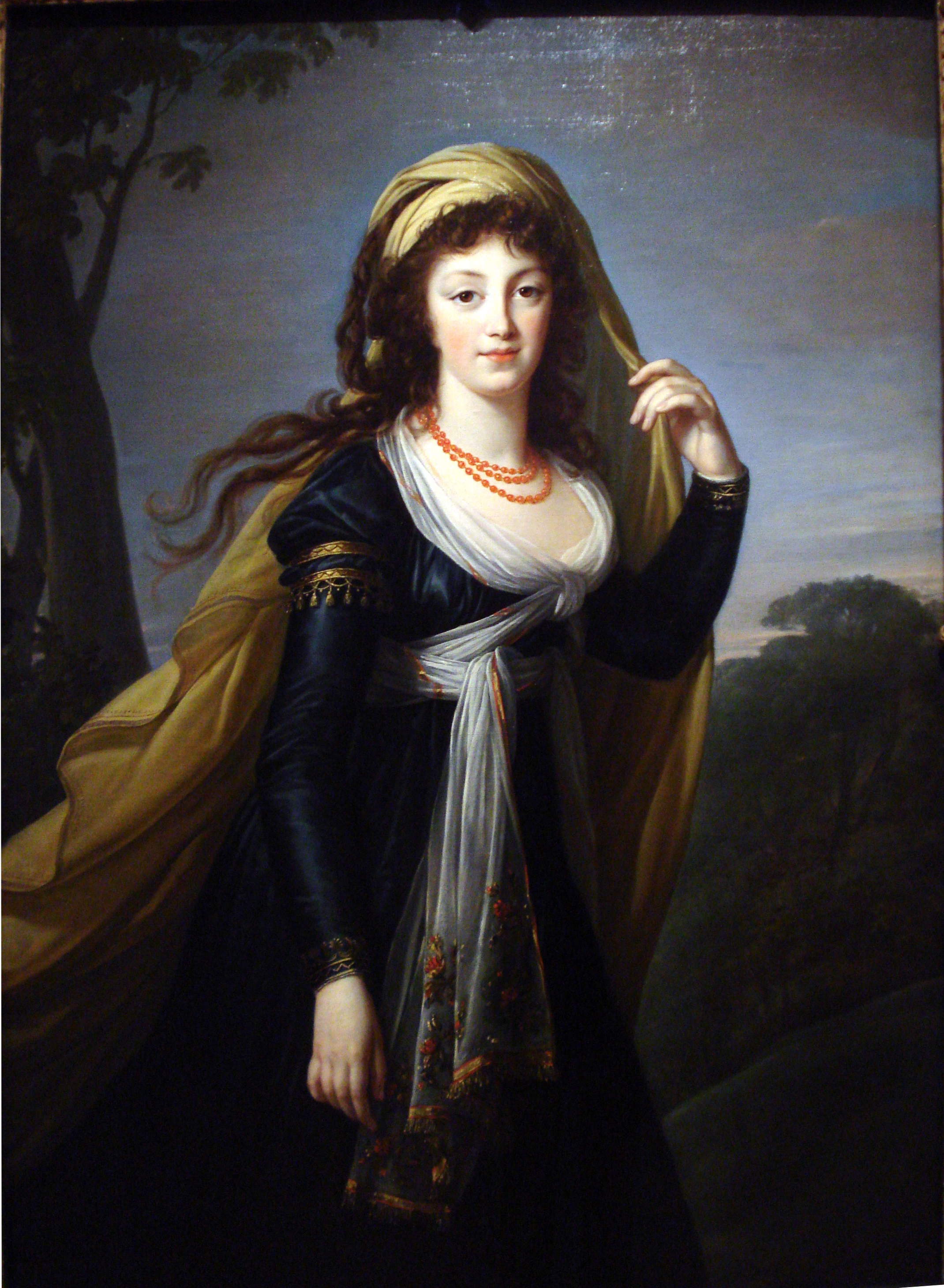
Retrato de Theresa, Countess Kinsky. Óleo sobre tela, 1793
Retrato de Emma, Lady Hamilton as a Bacchante. Óleo sobre tela, cerca de 1790
Retrato de Madame du Barry. Óleo sobre tela, 1782
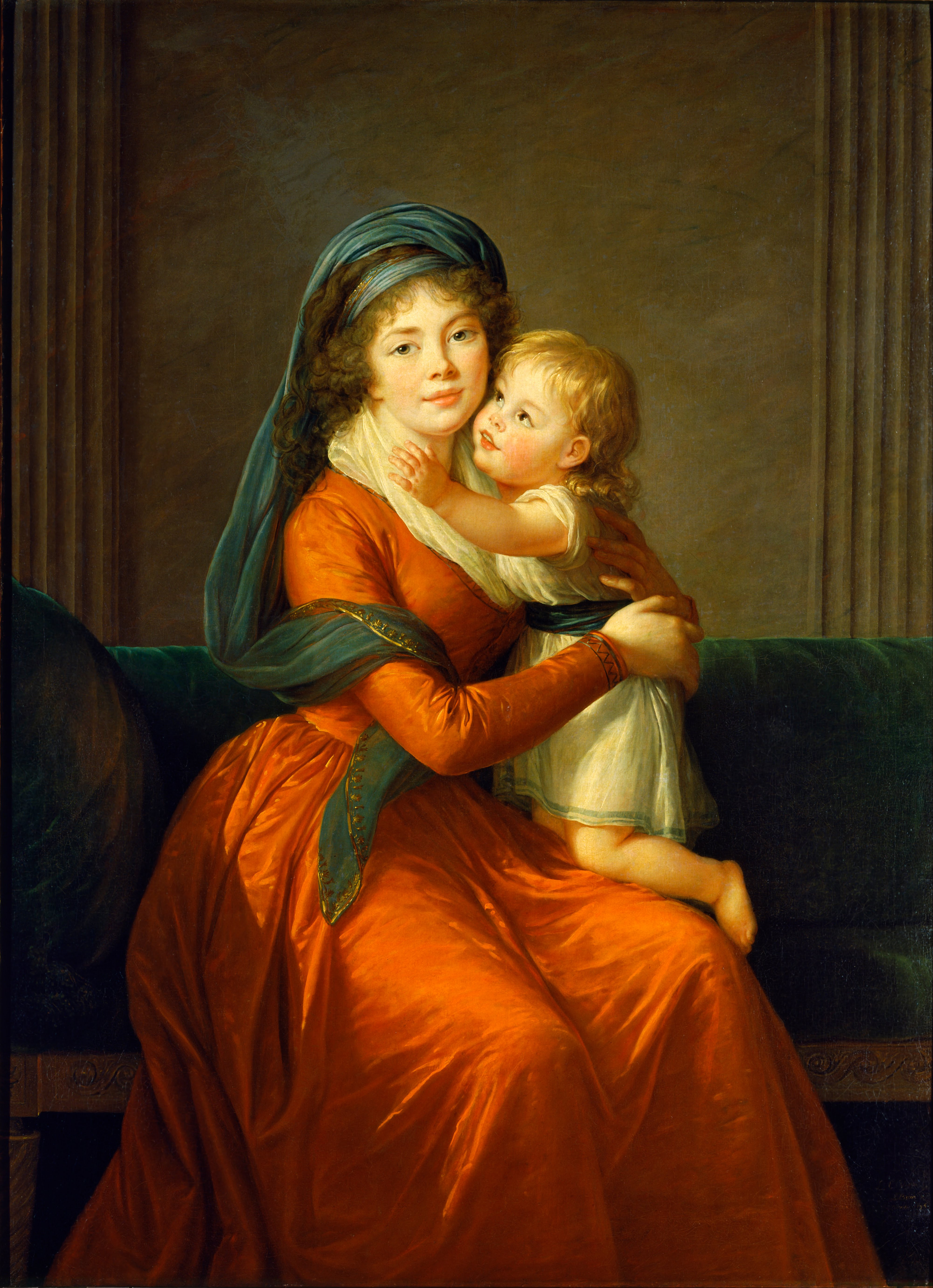
Portrait of princess Alexandra Golitsyna and her son Piotr. Óleo sobre tela, 1794
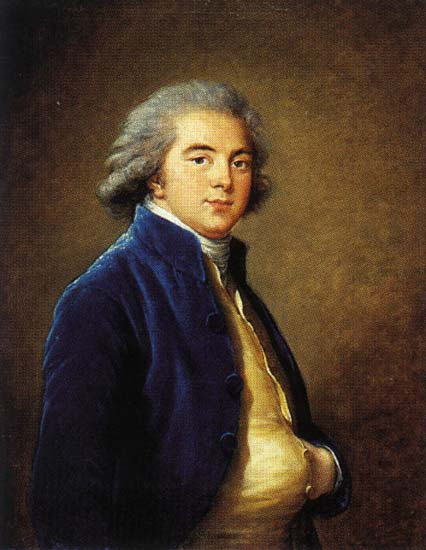
Retrato do Príncipe Alexei Kurakin. Óleo sobre tela, 1799
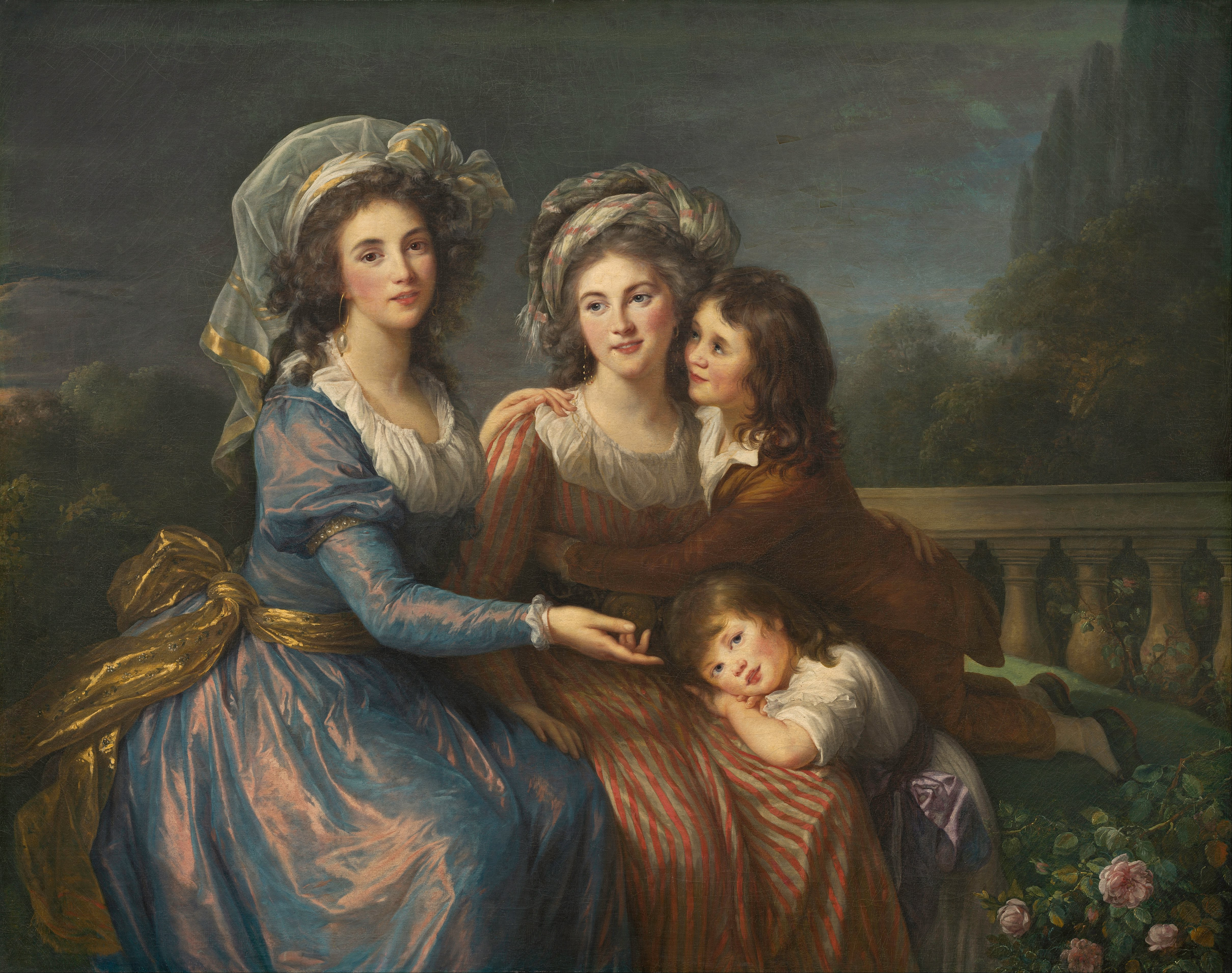
A Marquesa de Pezay e a Marquesa de Rougé com os seus dois filhos. Óleo sobre tela, 1787